# Vrijheid-van-Rusland-Legioen
Het Vrijheid-van-Rusland-Legioen (Russisch: Легион «Свобода России», geromaniseerd: Legion "Svoboda Rossii, Oekraïens: Легіон «Свобода Росії», geromaniseerd: Lehion "Svoboda Rosiji") is een legioen in de Oekraïense krijgsmacht opgericht in maart 2022. Het legioen bestaat voornamelijk uit Russische deserteurs en andere Russische en Wit-Russische vrijwilligers. Het legioen zelf meldt te bestaan uit twee bataljons. Oleksij Arestovytsj, op dat moment een adviseur van president Volodymyr Zelensky, vertelde dat tientallen deelnemen aan gevechtshandelingen, honderden getraind worden en er tot 4000 kandidaten zijn. In juni 2022 sloten 250 nieuwe leden zich bij het legioen aan.

## Geschiedenis
Volgens het Oekraïense persbureau UNIAN werd het Vrijheid-voor-Rusland-Legioen gevormd uit een compagnie van het Russische leger (meer dan 100 man) die naar Oekraïense zijde was overgelopen. Volgens de compagniecommandant sloten zij zich, met de hulp van de Oekraïense Veiligheidsdienst, op 27 februari 2022 bij de Oekraïners aan om "de Oekraïners tegen de echte fascisten te beschermen". Hij riep zijn landgenoten, soldaten van het Russische leger, op om zich bij het Vrijheid-voor-Rusland-Legioen aan te sluiten om hun eigen land te redden "van vernedering en vernietiging".
De eerste vrijwilligers van het Vrijheid-van-Rusland-Legioen begonnen eind maart met hun inleidende training. Het personeel van het legioen bestudeerde onder begeleiding van instructeurs van de Oekraïense strijdkrachten de Brits-Zweedse draagbare korte-afstands-antitankraket NLAW. De commandanten van het Vrijheid-van-Rusland-Legioen werden op de hoogte gebracht van operationele situatie aan de frontlinie. De doelstellingen van het legioen zijn de verdediging van Oekraïne tegen de Russische invasie en uiteindelijk de val van de siloviki en Poetin te bewerkstelligen.
Het officiële Telegramkanaal van het legioen werd op 10 maart 2022 aangemaakt en in de eerste post werd opgeroepen om zich aan te sluiten bij de gewapende strijd tegen de "oorlogsmisdadiger Poetin". Op 5 april werd een conferentie gehouden in het kantoor van Interfax-Oekraïne waarin gemaskerde mannen in uniform zich introduceerden als leden van het legioen en dat zij zich bij het legioen hadden aangesloten nadat zij in Oekraïens gevangenschap waren geweest. De mannen weigerden hun namen te geven ("uit veiligheidsoverwegingen"), verder beantwoordden zij niet de vraag of zij aan de Oekraïense generale staf rapporteren en melden niet bij welke Russische eenheden gediend hadden. De soldaten zeiden dat zij al sabbatage-groepen van het Russische leger hadden aangehouden, al werd later op het Telegramkanaal gemeld dat het legioen pas op 29 april naar de oorlogszone zijn gegaan.
Het Vrijheid-van-Rusland-Legioen heeft naar verluidt met het Oekraïense leger meegevochten in de Donbas tijdens het offensief in Oost-Oekraïne. De eenheid zou ook verantwoordelijk zijn voor brandstichting in Rusland en er sabotageacties organiseren, al wordt dit door het legioen zelf ontkend, die dergelijke acties toeschrijven aan Russische burgers die tegen de oorlog zijn. Op 1 juni meldde het legioen in een video via zijn Telegramkanaal (en YouTube-kanaal) een Russische tank buit te hebben gemaakt.
Op 11 juni 2022 werd bekend dat Igor Voloboejev, de in Oekraïne geboren oud-vicevoorzitter van Gazprombank en na de invasie uit Rusland was weggegaan, zich bij het Vrijheid-van-Rusland-Legioen had aangesloten. Hierna volgde op 29 juni een bericht waarin het Legioen claimde een Rus krijgsgevangen te hebben gemaakt in de Rajon Lysytsjansk.
Begin juli maakte het Legioen bekend dat het teruggetrokken is uit de gevechtszone, waarop op 13 juli een bericht volgde dat het Legioen was teruggetrokken om "de gevechtscapaciteit te herstellen".
Op 23 mei 2023 claimde het legioen op hun Telegramkanaal samen met de RVK de grens met Rusland te zijn overgestoken en verschillende gebieden in de Belgorod-regio in handen te hebben. De Russische gouverneur in de regio, Vjatsjeslav Gladkov, kondigde als reactie hierop 'antiterroristische maatregelen' aan.
Op 12 maart 2024 deed het Legioen vanuit Oekraïne een gezamenlijke inval op de Russische regio Koersk met twee andere pro-Oekraïense Russische milities, het Russisch Vrijwilligerskorps en het Siberisch Bataljon. Het Legioen meldde het dorpje Tetkino in de grensregio Koersk onder controle te hebben. Het Russische Vrijwilligerskorps zei de regio Belgorod te hebben aangevallen. Ze werden ondersteund door het Siberische Bataljon, een onderdeel van het Oekraïense leger dat in 2023 werd opgericht en bestaat uit Russische militairen die overgelopen waren naar Oekraïne. Met de aanvallen wilden de anti-Kremlinstrijders een signaal tegen het regime van president Poetin sturen, in het kader van de presidentsverkiezingen in Rusland enkele dagen later.